# Kaitanivka, Katerînopil
Kaitanivka (în ucraineană Кайтанівка) este o comună în raionul Katerînopil, regiunea Cerkasî, Ucraina, formată numai din satul de reședință.

## Demografie
Componența lingvistică a comunei Kaitanivka
     Ucraineană (97,63%)
     Rusă (1,81%)
     Alte limbi (0,42%)
Conform recensământului din 2001, majoritatea populației comunei Kaitanivka era vorbitoare de ucraineană (97,63%), existând în minoritate și vorbitori de rusă (1,81%).